# Diedrich Christian von Conow
Diedrich Christian von Conow, född 30 april 1706 på Vegeholms slott, död 9 september 1792 i Stockholm, var en svensk godsägare och herrnhutare.
Diedrich Christian von Conow var son till stadsmajoren i Malmö Kristian Didrik von Conowen. Han levde utan tjänst större delen av sitt liv på det ärvda Kulla Gunnarstorps slott. Sina främsta insatser kom han att göra inom det religiösa området. Föräldrarna var djupt religiösa, och främst färgade av Johann Arndt, Heinrich Müller och Christian Scriver. Efter en personlig väckelse strax innan påsk 1722 kom han i 20-årsåldern i beröring med de båda väckelsepredikanterna Peter Murbeck och Matthias Otto Ubechel. Genom dem lärde han även känna professor Jeremias Friedrich Reuss och kom genom honom i kontakt med Nikolaus Ludwig von Zinzendorfs idéer.
1741 företog han en utländsk reda och besökte då även Halle där han imponerades av herrnhutarnas insatser för samhället och efter hemkomsten grundade han en skola för fattiga gossar i Allerums socken. Samtidigt växte hans religiösa engagemang. Han tog nu kontakt med den herrnhutiska brödrakretsen i Köpenhamn och vistades under en vinter i staden. Under denna tid övergick han på allvar till denna religiösa riktning. När herrnhutismen på 1750-talet fick fast fot i Skåne började von Conow att mer öppet framträda som anhängare och gynnare av rörelsen. 1753 ansökte hos mödraförsamlingen i Herrnhut om några så kallade "diaspora-arbetare" till hjälp. Först 1764 realiserades dock dessa planer, och von Conow upplät då på sin utgård Laröd en lägenhet åt diasporaarbetaren och sörjde även för hans underhåll. Kulla-Gunnarstorp blev ett centrum för traktens herrnhutare, där de samlades till andakt och högläsning ur brödraförsamlingens skrifter. Han stod även i förbindelse med herrnhutarna i Malmö. Conow ägde en gård i staden, den så kallade "Ladugården". Denna donerade han 1752 till Malmö stad för inrättande av en fattigskola och för att även kunna ge bostad åt andra fattiga. Stiftelsen förvaltades av magistraten, men von Conow hade en plats i direktionen. Denna upplät han till en herrnhutisk hantverkare i staden, senare åt diasporaarbetaren.
1778 sålde von Conow Kulla-Gunnarstorp och flyttade till Stockholm, där han kom att verka som hjälpare till herrnhutarna i staden. Vid sin död ägde han ännu Forsby säteri i Knivsta socken, Aranäsholms säteri och Stora Krabby säteri, samt ett flertal gårdar i Västbo och Mo härader och i Burseryds socken.